# 유체론
유체론(類體論, 영어: class field theory, CFT)은 대역체의 아벨 확대를 다루는, 대수적 수론의 분야이다.
대략, 체 K에 대하여, 어떤 최대 아벨 확대 A가 존재한다. 그 갈루아 군 G는 콤팩트 아벨 사유한군의 구조를 가진다. 유체론의 기본 목표는 주어진 K에 대한 G의 성질들을 계산하는 것이다.

## 전개

### 국소 유체론
국소체 {\displaystyle K}가 주어지면, 그 최대 아벨 확대 {\displaystyle K^{\text{ab}}}의 갈루아 군
{\displaystyle \operatorname {Gal} (K^{\text{ab}}/K)}
를 생각할 수 있다. 이는 자연스럽게 사유한군의 구조를 가진다.
유체론에 따르면, 다음과 같은 국소 아르틴 준동형(영어: local Artin homomorphism)이 존재한다.
{\displaystyle K^{\times }\to \operatorname {Gal} (K^{\text{ab}}/K)}
또한, 이에 따라서 다음과 같은 위상군의 동형을 유도할 수 있다.
{\displaystyle {\hat {K}}^{\times }\cong \operatorname {Gal} (K^{\text{ab}}/K)}
여기서 {\displaystyle {\hat {K}}^{\times }}는 {\displaystyle K}의 곱셈군의 사유한 완비이다.
또한, 다음 집합들 사이에 자연스러운 전단사 함수가 존재한다.
- 곱셈군 {\displaystyle K^{\times }}의 유한 지표 열린 부분군
- 아벨 절대 갈루아 군 {\displaystyle \operatorname {Gal} (K^{\text{ab}}/K)}의 유한 지표 열린 부분군
- {\displaystyle K^{\text{sep}}/K}에 포함된 유한 아벨 확대 ({\displaystyle K^{\text{sep}}}는 {\displaystyle K}의 분해 가능 폐포)

구체적으로, 이 전단사 함수는 다음과 같다. 임의의 유한 아벨 확대 {\displaystyle L}에 대하여,
{\displaystyle L\leftrightarrow \operatorname {Gal} (L/K)\subset \operatorname {Gal} (K^{\text{ab}}/K)\leftrightarrow \operatorname {N} _{L/K}(L^{\times })\subset K^{\times }}
또한,이 대응 아래 다음과 같은 위상군의 동형이 존재한다.
{\displaystyle \operatorname {Gal} (L/K)\cong K^{\times }/(\operatorname {N} _{L/K}L^{\times })}

### 대역 유체론
{\displaystyle K}가 대역체라고 하자. {\displaystyle K}의 이델 군 {\displaystyle \mathbb {A} _{K}^{\times }}는 아델 환 {\displaystyle \mathbb {A} _{K}}의 가역원들의 군이다. {\displaystyle K}의 이델 유군 {\displaystyle C_{K}}는 다음과 같다.
{\displaystyle C_{K}=\mathbb {A} _{K}^{\times }/K^{\times }}
유체론에 따르면, 다음과 같은 대역 아르틴 준동형(영어: global Artin homomorphism)이 존재한다.
{\displaystyle C_{K}\to \operatorname {Gal} (K^{\text{ab}}/K)}
또한, 이에 따라서 다음과 같은 위상군의 동형을 유도할 수 있다.
{\displaystyle {\hat {C}}_{K}\cong \operatorname {Gal} (K^{\text{ab}}/K)}
또한, 다음 집합들 사이에 자연스러운 전단사 함수가 존재한다.
- 이델 유군 {\displaystyle C_{K}}의 유한 지표 열린 부분군
- {\displaystyle \operatorname {Gal} (K^{\text{ab}}/K)}의 유한 지표 열린 부분군
- {\displaystyle K^{\text{sep}}/K}에 포함된 {\displaystyle K}의 유한 아벨 확대

구체적으로, 이 전단사 함수는 다음과 같다. 임의의 유한 아벨 확대 {\displaystyle L}에 대하여,
{\displaystyle L\leftrightarrow \operatorname {Gal} (L/K)\subset \operatorname {Gal} (K^{\text{ab}}/K)\leftrightarrow \operatorname {N} _{L/K}(C_{L})\subset C_{K}}
여기서 {\displaystyle \operatorname {N} _{L/K}}는 체 노름이다. 이 경우, {\displaystyle L}을 노름 군 {\displaystyle C_{L}/\operatorname {N} _{L/K}(C_{K})}의 유체(類體, 영어: class field)라고 한다. 또한,이 대응 아래 다음과 같은 위상군의 동형이 존재한다.
{\displaystyle \operatorname {Gal} (L/K)\cong C_{K}/(\operatorname {N} _{L/K}C_{L})}
이 사실을 아르틴 상호 법칙이라고 한다.
국소 유체론과 대역 유체론을 비교하면 다음과 같은 대응이 존재한다.
| 국소 유체론 | 대역 유체론                                                                                     |
| --- | ----------------------------------------------------------------------------------------------- |
| 국소체 {\displaystyle k}                                                                                               | 대역체 {\displaystyle K}                                                                        |
| 표수 0 국소체 = {\displaystyle \mathbb {Q} _{p}} 유한 확대, {\displaystyle \mathbb {R} }, {\displaystyle \mathbb {C} } | 표수 0 대역체 = {\displaystyle \mathbb {Q} } 유한 확대 (대수적 수체)                            |
| 표수 p 국소체 = {\displaystyle \mathbb {F} _{p^{n}}((t))}                                                              | 표수 p 대역체 = {\displaystyle \mathbb {F} _{p^{n}}(t)}의 유한 확대                             |
| 국소체의 곱셈군 {\displaystyle k^{\times }}                                                                            | 대역체의 이델 유군 {\displaystyle C_{K}}                                                        |
| 국소 아르틴 준동형 {\displaystyle \theta \colon k^{\times }\to \operatorname {Gal} (k^{\text{ab}}/k)}                  | 대역 아르틴 준동형 {\displaystyle \Theta \colon C_{K}\to \operatorname {Gal} (K^{\text{ab}}/K)} |

전통적으로, 유체론은 모듈러스와 반직선 유군을 사용하여 정의되었으나, 같은 내용을 이델 군 및 이델 유군을 사용하여 더 추상적으로 전개할 수 있다.

## 예
대역체의 가장 간단한 예는 유리수체 {\displaystyle \mathbb {Q} }이다. 그 최대 아벨 확대 {\displaystyle \mathbb {Q} ^{\text{ab}}}는 유리수체에 1의 모든 n제곱근들의 군 (복소수 곱셈군 {\displaystyle \mathbb {C} ^{\times }}의 꼬임 부분군)
{\displaystyle \mu _{\infty }=\{\exp(2\pi ir)\colon r\in \mathbb {Q} \}}
을 추가한 확대
{\displaystyle \mathbb {Q} ^{\text{ab}}=\mathbb {Q} (\mu _{\infty })}
이다. 즉, 원분체들의 사영극한이다.
유리수체의 이델 군은
{\displaystyle \mathbb {A} _{\mathbb {Q} }^{\times }\cong \mathbb {Q} ^{\times }\times \mathbb {R} ^{+}\times {\hat {\mathbb {Z} }}^{\times }}
이다. 여기서 {\displaystyle {\hat {\mathbb {Z} }}^{\times }}는 정수환의 사유한 완비의 가역원들의 군이다. 유리수체의 이델 유군은
{\displaystyle C_{\mathbb {Q} }=\mathbb {A} _{\mathbb {Q} }^{\times }/\mathbb {Q} ^{\times }=\mathbb {R} ^{+}\times {\hat {\mathbb {Z} }}^{\times }}
이다. 여기에 사유한 완비를 취하면 {\displaystyle \mathbb {R} ^{+}} 인자가 사라지게 된다.
{\displaystyle {\hat {C}}_{\mathbb {Q} }={\hat {\mathbb {Z} }}^{\times }}
따라서
{\displaystyle \operatorname {Gal} (\mathbb {Q} ^{\text{ab}}/\mathbb {Q} )\cong {\hat {\mathbb {Z} }}^{\times }\cong \prod _{p}\mathbb {Z} _{p}^{\times }}
이다. 즉, 유리수체의 절대 아벨 갈루아 군 {\displaystyle \operatorname {Gal} (\mathbb {Q} ^{\text{ab}}/\mathbb {Q} )}은 정수환의 사유한 완비 {\displaystyle {\hat {\mathbb {Z} }}}의 가역원들의 곱셈군과 동형이다.
이 동형은 크로네커-베버 정리와 동치이며, 아르틴 상호 법칙의 예이다.
여기서 정수환의 사유한 완비는 p진 정수의 환들의 곱으로 나타낼 수 있다.
{\displaystyle {\hat {\mathbb {Z} }}\cong \prod _{p}\mathbb {Z} _{p}}
즉,
{\displaystyle {\hat {\mathbb {Z} }}^{\times }\cong \prod _{p}\mathbb {Z} _{p}^{\times }}
이다.

## 역사
유체론의 기원은 카를 프리드리히 가우스의 이차 상호 법칙에서 유래하였다. 이후 이를 이차 형식 이론을 거쳐, 에른스트 쿠머 · 레오폴트 크로네커 · 쿠르트 헨젤 등이 발전시켰다. 이들이 개발한 최초의 유체론은 원분체와 복소 곱셈에 대한, 매우 구체적인 이론이었다. 1880년에 레오폴트 크로네커는 크로네커의 청춘의 꿈을 도입하였다. 1897년에 다비트 힐베르트는 이차 상호 법칙을 힐베르트 기호를 사용하여 재해석하였다. 1898년에 다비트 힐베르트는 힐베르트 유체의 존재를 추측하였고, 1906년에 힐베르트의 제자 필리프 푸르트벵글러는 그 존재를 증명하였다.
이러한 유체론들을 통합하고 일반화하려는 시도가 자연스럽게 이루어졌다. 다카기 데이지, 에밀 아르틴, 헬무트 하세 등이 이러한 일반적 이론의 창립에 공헌하였다. 다카기는 1920년에 수체의 아벨 확대가 아이디얼 유군들의 유체에 대응한다는 것을 보였다. 에밀 아르틴은 1923년에 아르틴 상호 법칙을 추측하였고, 1927년에 증명하였다. 1930년에 헬무트 하세는 국소체의 유체론을 정의하였다.
1936년에 클로드 슈발레는 기존의 아이디얼 이론 대신 이델을 도입하였다. 유체론의 대부분의 주요한 정리들은 1940년대에 증명이 끝났다.
이후 유체론에 군 코호몰로지가 도입되었다. 위르겐 노이키르히와 버나드 드워크, 존 테이트 등은 군 코호몰로지에 대한 구체적인 공식들을 1990년에대 제시하였다.
가토 가즈야와 공저자는 유체론에 대하여 다음과 같이 비유하였다.
| “ | 동화 속의 마법의 거울에 밖의 먼 경치가 비춰지는 것처럼, 국소체 또는 대역체 {\displaystyle K}의 아벨 확대가 어떤 것들이 있는지, 또한 그 아벨 확대에 어떤 현상이 발생하는지와 같은 "{\displaystyle K}의 외관"을 {\displaystyle K}의 곱셈군 또는 이델 유군이라는 "{\displaystyle K} 실내의 거울"에 비추어 잘 알 수 있다는 것이 유체론의 주요 내용이다. 御伽噺の魔法の鏡の中に屋外の遠くの景色が映し出されるように、局所体あるいは大域体KのAbel拡大がどれくらいあるか、またそのAbel拡大で何がおきるかという「{\displaystyle K}の屋外の景色」が、{\displaystyle K}の乗法群あるいはイデール類群という「{\displaystyle K}の屋内の鏡」に映しだされてよくわかるようになる、というのが類体論の主な内容である。 | ” |
|   | — |   |

## 같이 보기
- 랭글랜즈 프로그램